# Punjaipugalur
Punjaipugalur es una ciudad y nagar Panchayat situada en el distrito de Karur en el estado de Tamil Nadu (India). Su población es de 23408 habitantes (2011).

## Demografía
Según el censo de 2011 la población de Punjaipugalur era de 23408 habitantes, de los cuales 11542 eran hombres y 11866 eran mujeres. Punjaipugalur tiene una tasa media de alfabetización del 83,29%, superior a la media estatal del 80,09%: la alfabetización masculina es del 91,03%, y la alfabetización femenina del 75,84%.